# Electric (album des Pet Shop Boys)
Pour les articles homonymes, voir Electric.
 (juillet 2013).
Si vous disposez d'ouvrages ou d'articles de référence ou si vous connaissez des sites web de qualité traitant du thème abordé ici, merci de compléter l'article en donnant les références utiles à sa vérifiabilité et en les liant à la section « Notes et références ».
Albums de Pet Shop Boys
Elysium
(5 septembre 2012) Super
(1er avril 2016)
Singles
1. Axis
Sortie : 1er mai 2013 (magasins de musique en ligne uniquement)
2. Vocal
Sortie : 2 juin 2013
3. Love Is a Bourgeois Construct
Sortie : 1er septembre 2013
4. Thursday
Sortie : 4 novembre 2013
5. Fluorescent
Sortie : 19 avril 2014

Electric est le douzième album des Pet Shop Boys, produit par Stuart Price et édité le 12 juillet 2013. Il s'agit du premier album du groupe, depuis leur départ de Parlophone, publié sur leur propre label X2 via Kobalt Label Services. Le 22 mars 2013, afin de promouvoir l'album, le groupe entame une tournée mondiale le Electric Tour à Veracruz au Mexique.

## Formats et éditions
L'album original en CD contient 9 titres, la version disponible au Japon en comporte 11. L'édition limitée  est un double vinyle (180gr), le premier contient 4 titres, le deuxième 5 et contient également un code permettant de télécharger légalement l'album en MP3. L'édition limitée Fan est un Playbutton se présentant sous la forme d'un badge (4cm/10gr), avec port USB, contenant l'album en MP3 à brancher sur écouteurs. Grâce aux pré-ventes les 500 copies disponibles se sont écoulés en quelques jours[réf. nécessaire]. Un coffret collector dédicacé, édité à 350 exemplaires dans le monde se compose des 9 titres répartis sur 5 vinyles fluorescents, de 180 grammes chacun, réunis dans un écrin en acrylique. Le design a été confié à The Vinyl Factory et Farrow.

### Titres
| No | Titre                         | Auteur                                    | Durée |
| -- | ----------------------------- | ----------------------------------------- | ----- |
| 1. | Axis                          | Neil Tennant / Chris Lowe                 | 05:32 |
| 2. | Bolshy                        | Neil Tennant / Chris Lowe                 | 05:44 |
| 3. | Love Is a Bourgeois Construct | Neil Tennant / Chris Lowe / Michael Nyman | 06:41 |
| 4. | Fluorescent                   | Neil Tennant / Chris Lowe                 | 06:14 |
| 5. | Inside a Dream                | Neil Tennant / Chris Lowe                 | 05:37 |
| 6. | The Last to Die               | Bruce Springsteen                         | 04:12 |
| 7. | Shouting in the Evening       | Neil Tennant / Chris Lowe                 | 03:36 |
| 8. | Thursday (featuring Example)  | Neil Tennant / Chris Lowe                 | 05:02 |
| 9. | Vocal                         | Neil Tennant / Chris Lowe                 | 06:34 |

### Titres bonus - Édition japonaise
| No  | Titre                       | Auteur                    | Durée |
| --- | --------------------------- | ------------------------- | ----- |
| 10. | Axis (Boys Noize remix)     | Neil Tennant / Chris Lowe | 4:10  |
| 11. | Axis (Boys Noize dub remix) | Neil Tennant/Chris Lowe   | 4:10  |